# لارس اولسن (دوچرخه‌سوار)
لارس اولسن (انگلیسی: Lars Olsen؛ زادهٔ ۲۹ ژوئن ۱۹۶۵) دوچرخه‌سوار اهل دانمارک است.